# Ломакин, Андрей Вячеславович
Андре́й Вячесла́вович Лома́кин (3 апреля 1964, Воскресенск, Московская область — 9 декабря 2006, Детройт, Мичиган) — советский хоккеист, левый нападающий. Заслуженный мастер спорта СССР (1988).

## Биография
В 1980-е годы играл за хоккейные клубы «Химик» (Воскресенск) и «Динамо» (Москва), в 1988 году в составе сборной СССР стал олимпийским чемпионом. Позже стал двукратным чемпионом СССР (1990, 1991).
Второй призер чемпионата СССР 1986 1987.

Третий призер чемпионата СССР 1984, 1988.
В чемпионатах СССР - 384 матча, 101 гол.
Финалист Кубка СССР 1988.

Участник Кубка Канады 1991.

В 1991 году под 138-м номером был задрафтован клубом НХЛ «Филадельфия Флайерз», где провёл два сезона. Следующие два сезона провёл в клубе «Флорида Пантерз», после чего уехал в Европу, где выступал за клубы Швейцарии и Германии до 1997 года. В НХЛ в 215 матчах забил 42 гола и сделал 62 передачи.
После окончания карьеры работал в США детским тренером, в Россию не приезжал с 1992 года. Последние несколько лет жизни имел серьёзные проблемы со здоровьем. Умер 9 декабря 2006 года в Детройте от рака. Урна с прахом погребена в Воскресенске.

## Награды
- Медаль «За трудовую доблесть» (1988)